# Жіночий султанат
Жіночий султанат (тур. Kadınlar saltanatı, осман. قادينلر ساطنتي) — період в історії Османської імперії, що відзначався незвично великим впливом на державні справи жінок — насамперед матерів султанів.

## Походження терміна
Визначення «жіночий султанат» першим застосував турецький дослідник Ахмет Алтинай, який у 1916 році оприлюднив однойменне дослідження, в якому намагався довести, що саме посилення ролі жінок започаткувало занепад Османської імперії. Скарги на «засилля жінок» при султанському дворі, щоправда, вперше пролунали ще у 1599 році — проти їхньої «надмірної» влади протестував шейх-уль-іслам Джафер Сунуллах. Проте «жіночий» вплив на державні справи в Османській імперії ніколи не був таким великим, як в європейських країнах, на чолі яких стояли королеви чи імператриці.
В історичній літературі добу «жіночого султанату» зазвичай починають 1550, а завершують 1656 роком, коли мати Мехмеда IV Турхан Султан домоглася призначення великим візиром Мехмеда Кепрюлю

## Головні риси доби
Підвалини «жіночого султанату» заклав ще султан Сулейман I Пишний, який всупереч традиції одружився із наложницею Роксоланою і дозволив їй втручатися в державні справи. Більшість наступників Сулеймана були людьми слабкими і несамостійними, і керівництво державою фактично перебрали на себе їхні матері.
Втім, послаблення імперії насправді мало глибші корені. Хиткою виявилася сама основа османської могутності. Війни із сусідами та визиск підкорених народів і надалі збагачували падишахів та їхніх соратників, але награбовані кошти, на відміну від Західної Європи, майже не вкладалися в розвиток промисловості та сільського господарства. Не поширювалися й нові, капіталістичні способи господарювання. Не готовою виявилася імперія і до «революції цін». За лічені роки продовольство і товари щоденного вжитку подорожчали вшестеро.
Щоб покрити державні витрати, уряд карбував монети із домішком дешевших металів. Османські гроші швидко знецінювалися, і піддані падишаха віддавали перевагу надійнішій іноземній монеті. Скарбниця швидко порожніла. Не допомагало й кількаразове збільшення податків. Прагнучи якнайшвидше добути кошти на щоденні потреби, уряд продавав право стягувати їх підприємливим ділкам, які згодом відшкодовували свої витрати в подвійному, а іноді й потрійному розмірі. Селяни та ремісники, неспроможні заплатити більше, ніж мали, змушені були кидати свої господарства.
Зменшилися й доходи поміщиків. Далеко не кожний із них тепер міг озброїтися для участі у військовому поході. Їхні землі прибирали до рук намісники та інші посадовці, що іноді мали кілька десятків маєтків у різних провінціях імперії. Володіння, надані в тимчасове користування, чиновники перетворювали на свою власність. А щоб загарбані землі не відібрали, їх віддавали в користування духовним установам. Зазіхати на такі маєтки влада не наважувалася, тож під «захистом» мусульманського духовенства опинилася третина всіх земель в імперії. Розквітли хабарництво і торгівля державними посадами.
Позаяк збіднілі поміщики були поганими вояками, султани збільшували чисельність постійного війська. Але грошей для оплати вояків не вистачало. Тому навіть яничарам дозволили завести власні господарства, у багатьох з них з'явилися сім'ї, яничарами ставили і їхні діти. Колись непереможна гвардія султана швидко перетворилася на розбещену, погано керовану, але при цьому озброєну ватагу, готову усунути будь-кого, хто зазіхав на її привілеї, — навіть самого падишаха.
Чимдалі самостійніше почувалися й султанські намісники у провінціях. У Єгипті знову хазяйнували мамлюцькі беї, самоврядні князівства утворилися і в Лівані. Піднімали голову й підкорені народи Європи.
В цих умовах навіть жорстка політика Мехмеда Кепрюлю, який поклав край добі «жіночого султанату», зрештою виявилася безуспішною. Після поразки османської армії під Віднем у 1683 році занепад імперії став невідворотним.

## Представниці

### Хюррем-султан(1534–1558)
Жінкою, яка заклала основи жіночого султанату, вважається Хюррем Султан. Вперше за кілька століть султан одружився зі своєю наложницею. У 1534 році померла Валіде Хафса Султан.  Ще до цього, в 1533 році, разом з сином Шехзаде Мустафа, який досяг повноліття, в Манісу вирушила давня суперниця Хюррем - Махідевран. У березні 1536 року великий візир Ібрагім-паша був страчений за наказом султана Сулеймана I Пишного, а його майно конфісковано. Смерть валіде і великого візира відкрили Хюррем дорогу для зміцнення власної влади.
Султан Сулейман, який проводив багато часу в походах, інформацію про ситуацію в палаці отримував виключно від Хюррем. Сулейман, який раніше спирався на листування з матір'ю, зробив своїм політичним радником свою хасекі. Крім того Хюррем Султан приймала іноземних послів, відповідала на листи іноземних правителів, впливових вельмож і художників. За її ініціативою в Стамбулі побудовано кілька мечетей, лазня і медресе.
Одним з наслідків впливу Хюррем на султана вважається страта Мустафи в 1553 році. Таким чином вона домоглася влади не тільки для себе, але і для свого сина Селіма. Хюррем так і не стала валіде-султан, бо померла до сходження сина на престол.

### Нурбану-султан (1578–1583)
Нурбану була першою валіде-султан періоду султанату жінок. Вона почала своє піднесення ще за життя чоловіка. Селім, який в Османській імперії отримав прізвисько «п'яниця», через своє захоплення вином, але п'яницею в прямому сенсі слова не був. І все ж державними справами займався Мехмед Соколлу, який потрапив під вплив Нурбану. Її роль зросла, коли на престол зійшов її син Мурад III. Він мало займався державними справами, вважаючи за краще гаремні насолоди. При ньому велику роль в політиці стали грати жінки з султанського гарему, зокрема сама Нурбану і його наложниця Сафіє. Очолювані ними придворні угруповання плели інтриги одне проти одного, а також проти багатьох вищих чиновників, часто домагаючись їх зміщення і страти. При Мураді III значно збільшилася корупція, стали нормою хабарництво і кумівство.

### Сафіє-султан (1583–1603)
Впливовість Сафіє різко зросла після смерті Нурбану. Авторитет Сафіє був великий, у звіті за 1590 рік венецієць Джованні Моро писав: «вона має владу як мати принца, іноді вона втручається у внутрішні справи держави, вона дуже шанована в цьому, його високість до неї прислухається і вважає її розважливою і мудрою».
Під час правління Мурада ІІІ склався новий династичний інститут, в якому одну з вирішальних ролей в державі грала мати старшого сина султана і спадкоємця престолу. Сафіє грала роль, порівнянну з роллю королев в європейських державах, і навіть розглядалася європейцями як королева. У 1595 році Мурад III помер, його місце зайняв син Сафіє Мехмед III. Сафіє як валіде-султан мала величезну владу і вплив на сина.
Після Сафіє одна за одною йшли валіде Хандан-султан і Халіме-султан, що не зіграли великої ролі в історії, оскільки перебували на посаді короткий термін (по 2 роки кожна).

### Махпейкер Кесем-султан (1623–1651)
Кесем не була першою фавориткою султана, також не була вона і матір'ю його старшого сина. У 1604 році у Ахмеда І народився син Осман. Його матір'ю була Махфіруз, що не мала великого впливу. Кесем мала безліч дітей від султана, що і дозволило їй досягти такої висоти при дворі. Абсолютно точно її синами були султан Мурад IV і Ібрагім I, а також шехзаде Мехмед, Сулейман і Касим, та дочками - Айше, Фатма, Гевхерхан і Атіке. Кесем видала своїх дочок за впливових державних діячів, які користувалися її підтримкою і фактично становили її партію.
Посол Христофор Вальєр в 1616 році писав про неї: «Вона може робити все з королем, що їй заманеться, і повністю володіє його серцем, їй ніколи ні в чому немає відмови». Посол Контраріні зазначав, що вона «з великою мудрістю стримує себе від того, щоб говорити [з султаном] занадто часто про важливі питання і державні справи». Подібна обачність була спрямована на те, щоб не втратити благовоління султана, який не збирався залежати від жінок.
Під час правління Ахмеда І Кесем не мала особливого впливу в політичній сфері. Після смерті султана в 1617 році на троні опинився його брат Мустафа I, який всупереч традиціям османського двору не був убитий в той момент, коли його старший брат зійшов на престол. Подібний факт пояснюють тим, що Мустафа був розумово відсталим або страждав розладом психіки, а також турботою про долю династії (коли Ахмед став султаном, у нього ще не було дітей, а значить його смерть загрожувала перервати династію). Згідно з деякими даними Мустафу від смерті врятувала Кесем, яка сподівалася тим самим врятувати і своїх дітей від дуже ймовірного вбивства.
Кесем була відправлена в старий палац. Уже наступного року Мустафа був зміщений, хоча і не був убитий. Султаном став 14-річний син Ахмеда Осман, в цілому успішне правління якого перервалося в 1622 році, коли в результаті заколоту яничарів він був схоплений і вбитий. Султаном знову став Мустафа, хоча він і заявляв про небажання правити.
За рік у результаті чергового державного перевороту на престолі опинився Мурад, син Кесем. Через підозру в організації перевороту і пролитті крові султана їй довелося виправдовуватися перед суддями. Будучи матір'ю нового падишаха, Кесем піднялася до рангу валіде і переїхала зі старого палацу в палац Топкапи. Мурад IV став султаном у віці всього одинадцяти років, у зв'язку з чим до 1632 року фактично вся влада була в руках у Кесем і її партії. Сама Кесем офіційно носила титул регента.
Після смерті Мурада IV, який не мав спадкоємця, в 1640 році його місце успадковував єдиний з тих, хто дожив до цього часу братів - Ібрагім. У перші роки його правління влада знову перебувала в руках Кесем. Надалі відносини між матір'ю і сином зіпсувалися. Після чергового влаштованого яничарами перевороту і вбивства Ібрагіма в 1648 році роль Кесем знову зросла - на трон був посаджений Мехмед, син Ібрагіма від однієї з дружин - Турхан. Перші роки правління Мехмеда ознаменувалися нескінченними інтригами на тлі протистояння Кесем і Турхан. У 1651 році Кесем була вбита, в її смерті часто звинувачують Турхан.Кажуть,шо саме за її наказом вбили величну Буюк Валіде Муаззама Махпейкер Кесем хасекі султан.

### Турхан-султан (1651–1656)
Турхан є останньою валіде періоду султанату жінок. Ібрагім І помер, коли його старшому синові було всього 6,5 років. З правлінням Мехмеда Турхан повинна була отримати титул валіде. Однак через свою молодість і недосвідченість Турхан не стала валіде, а її місце зайняла Кесем. Разом з відновленням титулу Валіде Кесем отримала і титул регента при неповнолітньому султанові. Але Турхан виявилася занадто честолюбною жінкою, щоб втратити таку високу посаду без боротьби. У 1651 році Кесем було вбито, в її смерті часто звинувачують Турхан. Зі смертю своєї конкурентки Турхан стала валіде. Як регент, вона керувала величезною Османською імперією до повноліття свого сина. Саме з її ініціативи великим візиром став Мехмед Кепрюлю.
Турхан була великим «будівельником» імперії. Її перший проект почався в 1658 році. Вона побудувала дві фортеці поблизу входу в Дарданелли. Цей проект поставив її на ту ж ступінь, що і Мехмеда Завойовника і інших султанів, які побудували фортеці в тому ж самому районі. Однак найбільшого визнання Турхан домоглася, добудувавши в Стамбулі Нову Мечеть. Будівництво цієї мечеті започаткувала Сафіє Султан. Після завершення будівництва в 1665 р. комплекс, в який входила не тільки мечеть, а й школа, громадські лазні, ринок і цвинтар, отримав славу першої імперської мечеті, побудованою жінкою.